# Synergetik
Die Synergetik ist die Lehre vom Zusammenwirken von Elementen gleich welcher Art, die innerhalb eines komplexen dynamischen Systems miteinander in Wechselwirkung treten (bspw. Moleküle, Zellen oder Menschen). Sie erforscht allgemeingültige Prinzipien und Gesetzmäßigkeiten des Zusammenwirkens (auch Synergie genannt), die universell in Physik, Chemie, Biologie, Psychologie und Soziologie vorkommen und liefert eine einheitliche mathematische Beschreibung dieser Phänomene.
Die spontane Bildung synergetischer Strukturen wird als Selbstorganisation bezeichnet.
Die Synergetik ist in den 1970er Jahren aus der statistischen Physik der Nichtgleichgewichtssysteme hervorgegangen (Hermann Haken) und behandelte demgemäß zunächst rein physikalische Systeme, deren bekanntestes der Laser als zentrales Beispiel für kollektives Verhalten ist. An diesem beispielhaften System der Selbstorganisation fern dem thermodynamischen Gleichgewicht konnten die wesentlichen Prinzipien, wie das Prinzip der Ordnungsparameter, das Versklavungsprinzip und der Zusammenhang mit der Theorie der Phasenübergänge entwickelt werden.
Das Prinzip der Ordnungsparameter besagt, dass das Verhalten, also die Dynamik, der Systemteile eines komplexen Gesamtsystems durch einige wenige Ordnungsparameter bestimmt wird. Damit findet, verglichen mit der Komplexität bei der Betrachtung eines Einzelsystems, eine erhebliche Informationskomprimierung statt. Denn zur Verhaltensbeschreibung des Gesamtsystems reicht es, abhängig vom Ordnungsparameter-Raum einige wenige Gleichungen aufzustellen, die das Gesamtsystem beschreiben.
Durch die grundlegende Ähnlichkeit aller Systeme, die sich unabhängig von der konkreten Wechselwirkung aus vielen Konstituenten zusammensetzen, konnten die entwickelten Methoden auf viele andere Bereiche ausgeweitet werden. In der Chemie ist das bekannteste Beispiel die Belousov-Zhabotinsky-Reaktion, bei der man räumliche und zeitliche Muster beobachten kann.
Weitere Beispiele sind:
- Bénard- und Taylorinstabilität
- Wolkenmuster
- Hirnströme (EEG)
- chemotaktische Aktivität des Schleimpilzes
- Räuber-Beute-Systeme
- öffentliche Meinungsbildung

Synergetik wurde durch ihre breite Anwendbarkeit in interdisziplinären Bereichen teilweise auf ein
Schlagwort reduziert, das nicht mehr als eine Gemeinschaftswirkung bedeutet, die über die Summe der Leistungen der Einzelnen hinausgeht. Die Synergetik ist jedoch eher eine mathematisch exakt formulierte Theorie als eine philosophische oder wissenschaftstheoretische Position.

## Synergetik nach Haken

### Lasertheorie
Hermann Haken entwickelte in den 1960ern eine Lasertheorie, welche als eine Theorie komplexer Systeme, im Speziellen als eine Theorie der Selbstorganisation aufgefasst wird – also der Entwicklung von Systemzuständen ohne äußeren Zwang (selbstorganisiert), die zudem nicht präzise vorhergesagt werden können. Ein Ziel dieser Theorie ist es, den zeitlichen Verlauf der Atomzustände berechnen und mit einer möglichst hohen Wahrscheinlichkeit das zukünftige Verhalten der Lasermedium-Atome vorhersagen zu können.
Allgemein werden einzelne Zustände von Systemen oft mittels Differentialgleichungen beschrieben. Durch die Verhältnissetzung der jeweiligen Zustandsgleichung mit ihrer zeitlichen Ableitung kann, bei vollständiger Kenntnis des gegenwärtigen Zustandes, theoretisch jeder mögliche zukünftige Zustand berechnet werden. Bei komplexen Systemen wie jenem aus Licht und Medium sind die Gleichungen jedoch häufig gekoppelt, d. h., die Wechselwirkungen der Atome werden durch die gegenseitige Abhängigkeit der Variablen in den Gleichungen in mathematische Formeln „übersetzt“. Mit den Methoden der fundamentalen physikalischen Theorien können die Differentialgleichungen für solch komplexe Systeme nicht gelöst werden, weil diese Methoden im Gegensatz zur statistischen Physik größtenteils Lösungen für verhältnismäßig einfache Systeme mit wenigen Bestandteilen entwickelt haben.
Speziell bei Lasersystemen ist der entscheidende Phasenübergang (Zustandswechsel) von Licht mit einer Überlagerung von zahlreichen Wellenlängen in Laserlicht die sog. Laserschwelle: Wird jene überschritten, beginnen die Atome des Lasers damit, im Gleichtakt zu schwingen und Licht von nur annähernd einer Wellenlänge auszusenden. Der annähernde Gleichtakt der Atomschwingungen im Laserlicht ermöglicht hierbei eine erste Vereinfachung der Berechnung der Differentialgleichungen, da die Lichtwellen nicht viele verschiedene Wellenlängen, sondern annähernd eine einzige besitzen. Hierdurch werden für die Auflösung der Differentialgleichungen zur Beschreibung der möglichen Systemzustände zu einem bestimmten Zeitpunkt lediglich drei Variablen benötigt:
- {\displaystyle b_{\lambda }} beschreibt die zeitabhängigen Amplituden der möglichen elektromagnetischen Schwingungszustände, auch Moden genannt ({\displaystyle \lambda } bezeichnet den Index der Moden, also {\displaystyle b_{1},b_{2},b_{3},\dotsc })
- {\displaystyle d_{\mu }} drückt die atomare Inversion aus, also die Differenz der Besetzungszahlen der Energieniveaus, in denen die laseraktiven Atome sich befinden können ({\displaystyle \mu } ist der Index für die einzelnen Atome, also {\displaystyle d_{1},d_{2},d_{3},\dotsc })
- {\displaystyle \alpha _{\mu }} beschreibt die Dipolmomente der einzelnen Atome.

Ausgangspunkt der Lasertheorie nach Haken ist nun die Feststellung, dass verschiedene Prozessgeschwindigkeiten existieren, sich die Variablen also in unterschiedlichen zeitlichen Abständen verändern: {\displaystyle b_{\lambda }} ändert sich am langsamsten, etwas schneller verändert sich {\displaystyle d_{\mu }}, am schnellsten tritt bei {\displaystyle \alpha _{\mu }} eine Änderung auf. Auf Basis dieses Unterschiedes wird eine Hierarchie aufgestellt, in der alle {\displaystyle b_{\lambda }} am höchsten stehen.
Im Vokabular der Synergetik gewinnt nun ein einzelnes {\displaystyle b} (z. B. {\displaystyle b_{239}}) den Wettbewerb und gibt den Takt der Schwingungen vor. Das macht es zum sog. Ordnungsparameter. Jener versklavt die anderen, d. h., er bestimmt sie. Dabei ist es ein grundsätzliches Prinzip der Synergetik nach Haken, dass sich der Zustand und der zeitliche Verlauf eines Systems durch sich langsam ändernde Variablen treffend beschreiben lässt, weil sich schneller ändernde Variablen so aufgefasst werden, dass sie sich an den langsamen „orientieren“.
Hierdurch kann die einheitliche Grundmode, die sich mittels Symmetriebrechung im System von Laserlicht und Medium ausbildet, allein durch das taktgebende {\displaystyle b} berechnet werden. Dies vereinfacht die Differentialgleichungen derart, dass sie gelöst werden können. Physikalisch betrachtet folgen die Atome in einem Laser also im Sinne der Synergetik nach Haken augenblicklich den Vorgaben des taktgebenden Ordnungsparameters nach der Methode der adiabatischen Näherung.

### Kritik an der postulierten Kausalität
Nach Achim Stephan schließt der Synergetik-Ansatz nach Haken ohne weitere Begründung von einer empirisch gut geprüften und mathematisch fundiert formulierten, beschreibenden These auf eine kausaltheoretische These. Zwar lassen sich mit der Auffassung von Ordnungsparametern und dem Versklavungsprinzip verschiedenste Vorgänge mathematisch zutreffend beschreiben und mit hoher Wahrscheinlichkeit vorausberechnen, jedoch begehe Haken in diesem Fall einen Fehlschluss der Art post hoc, ergo propter hoc (lat. für ‚danach, also deswegen‘): Obwohl das spätere Verhalten des Gesamtsystems aus den Ordnungsparametern gut prognostiziert werden kann, könne man hieraus nicht zwingend schließen, dass die Parameter das Systemverhalten ursächlich festlegen. Insbesondere in sozialen Systemen sei die Anwendung der kausaltheoretischen These problematisch, z. B. „versklave“ das Betriebsklima nicht das Verhalten eines Mitarbeiters bzw. das „[…] Betriebsklima tut gar nichts.“
Zudem sei ungeklärt, wie Hakens Rede von zirkulärer Kausalität zwischen einem für das Gesamtsystem repräsentativen Ordnungsparameter und den (übrigen) Systembestandteilen verstanden werden kann: Entweder als kausale Wechselwirkungen innerhalb der Ebene der Systembestandteile oder als kausale Wechselwirkungen zwischen der Ebene der Systembestandteile und der Ebene des Gesamtsystems. Im letzteren Fall würde es sich um eine besondere Variante von Abwärtskausalität handeln, da dasselbe Einzelbestandteil (Ordnungsparameter), auf welches im Sinne der Synergetik nach Haken das Verhalten des Gesamtsystems kausal zurückgeführt wird, zugleich von der Ebene des Gesamtsystems aus wieder auf die Einzelbestandteile kausal einwirken würde.